# Kristinestad
Kristinestad (fiń. Kristiinankaupunki) – gmina w Finlandii, położona w zachodniej części kraju, należąca do regionu Ostrobotnia.